# Hans Selander
Hans Selander (ur. 15 marca 1945, zm. 15 grudnia 2023) – szwedzki piłkarz występujący na pozycji obrońcy.

## Kariera klubowa
Selander w trakcie gry kariery grał w takich zespołach jak: Helsingborg, Sirius, Wormatia Worms (RFN), ponownie Sirius oraz Halmstad, z którym w 1976 oraz w 1979 roku zdobył mistrzostwo Szwecji. W 1981 roku zakończył karierę.

## Kariera reprezentacyjna
W reprezentacji Szwecji Selander zadebiutował 5 października 1966 roku w wygranym 4:1 towarzyskim meczu z Austrią. W 1970 roku został powołany do kadry na mistrzostwa świata. Zagrał na nich w meczach z Izraelem (1:1) oraz Urugwajem (1:0), a Szwecja odpadła z turnieju po fazie grupowej. W latach 1966–1977 w drużynie narodowej Selander rozegrał w sumie 42 spotkania i zdobył 3 bramki.